# Љубечна
Љубечна (словен. Ljubečna) је насељено место у општини Цеље, Савињска регија, Словенија.

## Историја
До територијалне реорганизације у Словенији била је у саставу старе општине Цеље.

## Становништво
У попису становништва из 2011. године, Љубечна је имала 1.071 становника.
| Број становника према пописима | Број становника према пописима | Број становника према пописима |
| ------------------------------ | ------------------------------ | ------------------------------ |
| 1991                           | 2002                           | 2011                           |
| 805                            | 940                            | 1.071                          |

Напомена: Године 1990. повећана за делове насеља Шмиклавж при Шкофји васи и Зачрет.